# Curt Rosenthal
Curt Rosenthal (ur. 7 sierpnia 1892 we Wrocławiu, zm. 4 kwietnia 1937 w Paryżu) – niemiecki lekarz  neurolog.
Studiował na Schlesische Friedrich-Wilhelms-Universität zu Breslau, tytuł doktora medycyny otrzymał w 1920 roku. Był asystentem w Klinice Neurologicznej i Psychiatrycznej we Wrocławiu, najpierw u Bumkego, potem u Wollenberga i Langego. W 1933 utracił stanowisko ordynatora we Wrocławiu i przeniósł się do Szwajcarii, pracował w klinice w Bernie. Zginął tragicznie w wypadku drogowym w Paryżu.
W 1931 roku opisał, niezależnie od Ernsta Melkerssona, zespół znany dziś jako zespół Melkerssona-Rosenthala.

## Wybrane prace
- Die Dysbatische-dystatische Form der Torsionsdystonie. Bresl. Genoss.-Buchdr., 1922
- Über das verzögerte psychomotorische Erwachen, seine Entstehung und seine nosologische Bedeutung. Archiv für Psychiatrie 82, ss. 159-171, 1927
- Über die krankhaften Dissoziationszustände bei der echten Narkolepsie und dem verzögerten psychomotorischen Erwachen Wachanfälle, 1928
- Klinisch-erbbiologischer Beitrag zur Konstitutionspathologie. Gemeinsames Auftreten von Facialislähmung, angioneurotischem Gesichtsödem und Lingua plicata in Arthritismus-Familien. Zeitschrift für die gesamte Neurologie und Psychiatrie 131, ss. 475-501, 1931